# Gorkha
Gorkha (पृथ्वीनारायन), avui coneguda també amb el nom de Prithbinarayan, és una ciutat de l'oest del Nepal, capital del districte de Gorkha. L'any 1991 tenia 25.000 habitants.
Fou la capital d'un principat fundat pels Gurkha el 1559, descendents de Bappa Rawal. Durant la segona meitat del segle xviii el maharajà Prithivî Nârâyan Shâh, unificà uns grups d'estats independents dels contraforts de l'Himàlaia el 1768 i fundà l'estat nepalès modern, del qual fou el primer rei.